# Шалом ахшав

Флаг организации

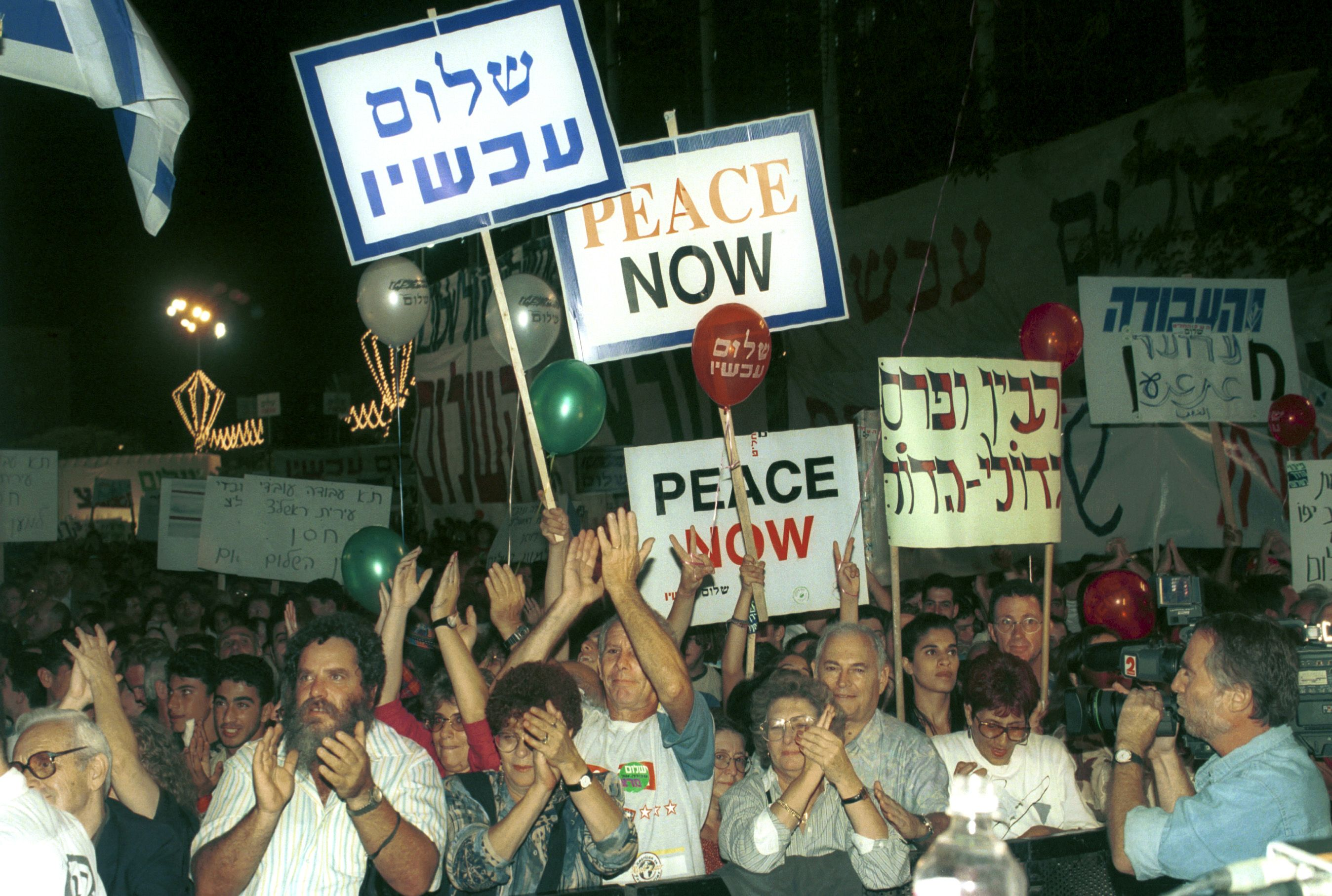
Активисты из Шалом ахшав на митинге в поддержку мирного процесса, 1995 год, коллекция Дана Хадани, Национальная библиотека Израиля

Шалом ахшав (ивр. שלום עכשיו‎ — «Мир сейчас», англ. Peace Now) — неправительственная израильская организация, выступающая, согласно собственным заявлениям, за решение двух государств методами публичного давления на принимающих решения лиц в целях достижения безопасности израильских границ и с учётом ценностей прав человека, свободы, равенства и справедливости. Организация стремится «убедить общественное мнение и правительство Израиля в необходимости и возможности достижения справедливого мира и исторического примирения с палестинским народом и соседними арабскими странами — в обмен на территориальный компромисс и на основе принципа „территории в обмен на мир“». Политические позиции организации описываются в СМИ как либеральные или левые.

## История

### Создание движения
В 1978 году, после визита президента Египта Анвара Садата в Израиль, 348 солдат и офицеров резервной службы обратились к премьер-министру Менахему Бегину с призывом стремиться к миру с Египтом и предпочесть достижение мира наличию поселений за пределами зелёной черты. После этого письма, известного как «Письмо офицеров», для привлечения общественной поддержки мирному процессу, даже ценой территориальных уступок, и была основана организация «Мир сейчас». На демонстрации, состоявшейся на площади Царей Израиля, ныне площадь Рабина, участники призывали Бегина к достижению мира с Египтом в обмен на Синай.
Среди основателей движения были Вилли Гафни, Цали Решеф, Амос Оз, Юли Тамир, Амир Перец, Дэдди Цукер (будущий член Кнессета от партии Мерец). Движение сразу получило поддержку со стороны владельцев фирмы «Фаберже», руководителей концерна «Кур», фирмы «Элит» и других. Это начинание также подхватил и Шимон Перес; Гафни считает, что нынешний Центр мира Ш. Переса базируется на идеях «Шалом ахшав».

### Ливанская война
Организация «Мир Сейчас» приобрела широкую известность и влияние во время Ливанской войны. Она превратилась в протестное движение, которое получило многочисленные отклики в обществе. В 1982—1984 гг. движение провело антивоенные акции протеста под лозунгом вывода ЦАХАЛа из Ливана. Кульминацией этой деятельности стала состоявшаяся 25 сентября 1982 года на площади Малкей Исраэль демонстрация «Четыреста тысяч», участники которой требовали создания комиссии по расследованию возможной причастности Израиля к резне в Сабре и Шатиле.

### Поздние 80-е и 90-е
В 1980-е годы и в начале 1990-х «Мир сейчас» призывала признать ООП в качестве национального представителя палестинцев. Движение требовало переговоров с их лидерами для достижения урегулирования, которое положило бы конец израильскому контролю над оккупированными территориями.
На протяжении всех лет своего существования, «Мир Сейчас» борется с поселенческим движением, в котором видит препятствие на пути к миру.
Соглашения Осло стали важной вехой для движения, которое с энтузиазмом выступало в поддержку правительства Ицхака Рабина. Позднее «Мир Сейчас» обвиняла правительство Нетаньяху за недостаточность действий по реализации этих соглашений.

### Интифада Аль-Аксы
В этот период «Мир сейчас» сосредоточилась, в основном, на слежении за строительством в поселениях. Борьба «Мир Сейчас» против поселений, в том числе путём судебных исков и публикации данных о расширении поселений и создании форпостов, сделали её одиозной для поселенцев.
В 2003 году появились новые инициативы, направленные на прекращение конфликта, «hамифкад hалеуми» и «Женевская инициатива», которые получили поддержку движения.
В 2003 было опубликовано «Письмо лётчиков», призвавшее к отказу от исполнения «точечных ликвидаций». «Мир Сейчас» поддержала его, утверждая, что «точечные ликвидации» являются аморальными.

### Операция «Защитная стена»
В ноябре 2002 года, в связи с публикацией отчёта организации Amnesty International, подвергшей критике действия Армии обороны Израиля в операции, «леворадикальное движение „Шалом Ахшав“» призвало премьер-министра А. Шарона отказаться от назначения Ш. Мофаза, занимавшего должность начальника генерального штаба АОИ в период операции, на пост министра обороны. А. Шарон не принял во внимание этот призыв и Ш. Мофаз стал министром обороны.

### План размежевания
В 2004 году Ариэль Шарон объявил о плане размежевания, который также получил поддержку «Мир Сейчас». Движение организовало несколько демонстраций в поддержку программы.
В мае 2004 года «Мир сейчас» участвовала в организации демонстрации с требованием вывести войска из Газы. В демонстрации, атмосфера которой определялась гибелью 13 солдат в двух взрывах бронетранспортеров в секторе Газа на предыдущей неделе, приняли участие от 100000 до 150000 человек.

### Вторая Ливанская война
С началом Второй ливанской войны многие члены движения поддерживали позицию правительства Израиля против Хезболлы и военный ответ на похищения солдат.

## Структура, финансирование

### Дочерние организации
- Americans for Peace Now[англ.] (США)
- Argentinos Amigos de Paz Ahora (Аргентина)
- Les Amis Belges de Shalom Archav (Бельгия)
- Amigos Brasileiros do Paz Agora (Бразилия)
- Peace Now UK
- Canadian Friends of Peace Now
- La Paix Maintenant (Франция)

### Финансирование
Ряд источников критикует «Шалом Ахшав» за деятельность движения, финансируемую при этом другими государствами.
Согласно Д. Бедину в 1997—2001 гг. только по отчётам «Americans for Peace Now» службе подоходного налога США:

… они пожертвовали образовательным проектам «Шалом ахшав» такие суммы: 2001 год — 452 833 $, 2000 год — 763 750 $, 1999 год — 1 041 374 $, 1998 год — 695 500 $, 1997 год — 876 838 $.— Давид Бедин Деньги сейчас, 09.06.2003
По данным NGO Monitor

Движение «Шалом Ахшав» получило в 2007 году следующее финансирование:
- Норвежское посольство — 944.056 шекелей
- Министерство иностранных дел Великобритании — 751.687 шекелей
- Министерство иностранных дел Германии — 341.958 шекелей
- Министерство иностранных дел Голландии — 121.014 шекелей.
- Итого — 2.158.715 шекелей…

## Критика
В статье под названием «Грех ведет к греху», опубликованной в 2006 году, организация «Шалом Ахшав» утверждала, что большинство еврейских поселений в Иудее и Самарии были построены на земле, «украденной у местных арабов». В декабре 2008 года судья мирового суда в Иерусалиме Йехезкель Барклай обязал «Шалом Ахшав» и её активистов «выплатить „Фонду становления Израиля“ 20 000 шекелей плюс налоги и принести публичные извинения за ложное сообщение» о городе Ревава в Самарии.
Ещё одним из примеров некорректной информации, предоставляемой «Шалом Ахшав», стало её утверждение о том, что 86,4 % территории города Маале Адумим расположено на частной арабской земле, но «когда были подняты и обнародованы соответствующие регистрационные записи, организация согласилась, что, возможно (только) около половины процента (0.54 %) земли, занимаемой общиной, принадлежала арабам; но даже эта цифра весьма спорна».
Согласно опросу общественного мнения, проведенному в августе 2009 года, 41 % опрошенных израильтян считают, что деятельность «Шалом-ахшав» нанесла большой ущерб Израилю, 11 % не считают этот ущерб столь значительным, и 19 % не согласны с такой оценкой.
По мнению Карни Эльдад, представленные организацией данные о том, что поддержка государством поселений обходится ему в 2 миллиарда шекелей в год (2011), являются ложными и преувеличенными в десятки раз.[значимость факта?], однако в 2023 году на поселения было выделено не менее 3,5 миллиарда шекелей, а по данным ЮНКТАД в период между 2000 и 2020 годом Израиль потратил 628 млрд долларов.